# برج الظلام: حامل السلاح
حامل السلاح هي رواية خيالية للكاتب الأمريكي ستيفن كينغ. وهي المجلد الأول في سلسلة روايات برج الظلام (ذا دارك تاور).
نُشرت رواية  حامل السلاح لأول مرة في عام 1982 كرواية مأخوذة عن عدة قصص، إذ انضمت إلى خمس قصص قصيرة نُشرت بين عامي 1978 و1981. نقّح كينغ الرواية بشكل كبير في عام 2003؛ طُبع هذا الإصدار وعُرض للبيع منذ ذلك الحين، مع استئناف الترجمة.
تركز القصة على رولاند ديشان، آخر بائع أسلحة، كان يطارد عدوه، «الرجل في اللباس الأسود»، لسنوات عديدة. تمزج الرواية بين الخيال الغربي والفنتازيا والخيال العلمي والرعب، وتتبع رحلة رولاند عبر صحراء شاسعة وما وراءها بحثًا عن الرجل في اللباس الأسود. يلتقي رولاند بالعديد من الأشخاص أثناء رحلته، بمن فيهم صبي يدعى جيك تشامبرز، يسافر معه جزءًا من الطريق.

## الخلفية والنشر
استُوحيت الرواية من قصيدة روبرت براونينغ بعنوان «الطفل رولاند أتى إلى برج الظلام» (تشايلد رولاند تو ذا دار تاور كيم) (1855)، والتي قرأها كينغ كطالب بالسنة الثانية في جامعة مين. يوضح كينغ أنه «تلاعب بفكرة محاولة كتابة رواية رومانسية طويلة تجسد شعور قصيدة براونينغ، إن لم تجسد المعنى الدقيق لها». بدأ كينغ بكتابة هذه الرواية في عام 1970 على رزمة ورق خضراء فاقعة وجدها في المكتبة.
استغرق الأمر من كينغ اثنتي عشرة سنة ونصف لإنهاء الرواية. نُشر المنتج النهائي لأول مرة بواسطة دار دونالد إم. غرانت للنشر، كإصدار محدود في عام 1982. في العام التالي، نظرًا لأن غلاف رواية مقبرة الحيوان الأليف (بيت سيميتري) احتوى على عنوان حامل السلاح من بين أعمال كينغ السابقة، ودعا العديد من المعجبين مكاتب كينغ وغرانت ودابلداي، رغبةً في الحصول على مزيد من المعلومات حول الكتاب المطبوع. أدى هذا إلى بيع عشرة آلاف نسخة. في عام 1988، أصدرته دار بلوم للنشر بشكل كتاب ذو غلاف ورقي. منذ ذلك الحين، أُعيد إصدار الكتاب بتنسيقات مختلفة ووُضع ضمن صندوق مجموعات مع المجلدات الأخرى من السلسلة.[بحاجة لمصدر]
في عام 2003، أعيد إصدار الرواية كنسخة منقحة وموسعة بلغة معدلة وأُضيفت وتغيرت بعض المشاهد بغرض حل التناقضات مع أحداث الكتب اللاحقة في السلسلة. وهي مُهداة إلى إدوارد إل. فيرمان، محرر لمجلة الفانتازيا والخيال العلمي منذ زمن طويل.

## الحبكة
أثناء سفر رولاند عبر الصحراء بحثًا عن الرجل في اللباس الأسود، والذي يعرف باسم والتر، يقابل مزارعًا اسمه براون مع غرابه، زولتان. يمضي رولاند الليل هناك ويتذكر الوقت الذي قضاه في تول، وهي بلدة صغيرة مر بها رولاند قبل وقت قصير من بداية الرواية. وكان الرجل في اللباس الأسود قد أمضى وقتًا في المدينة؛ أعاد رجلاً ميتاً مصابًا بالإدمان على «عشبة الشيطان» الشبيهة بالأفيون إلى الحياة وترك فخًا لرولاند. يلتقي رولاند بكاهنة الكنيسة المحلية، التي تكشف له أن الرجل في اللباس الأسود أدخل شيطانًا فيها. وتقلب المدينة بأكملها ضد رولاند، ويُضطر رولاند لقتل كل سكان البلدة. عندما يستيقظ في اليوم التالي، يرى أن بغله قد ماد، ما اضطره إلى متابعة الطريق سيرًا على الأقدام.
يصل رولاند إلى محطة طريق مهجورة ويلتقي بجيك تشامبرز، وهو صبي صغير. ينهار رولان بسبب الجفاف، ويحضر له جيك الماء. لا يعرف جيك المدة التي قضاها في محطة الطريق ولا كيف وصل إلى هناك بالضبط، واختبأ عندما مر والتر. ينوّم رولاند جيك مغناطيسيًا ليعرف تفاصيل وفاته ويكتشف أنه توفي في عالم مختلف قريب جدًا من عالمنا إذ دُفع أمام سيارة أثناء سيره إلى المدرسة في مانهاتن. قبل مغادرتهم، يبحث رولاند وجيك عن الطعام في قبو ويصادفان شيطانًا. يسيطر رولاند على الشيطان ويأخذ عظمة فكّ من الفتحة التي تحدث بواسطتها الشيطان معه.